# Johanna Sinisalo

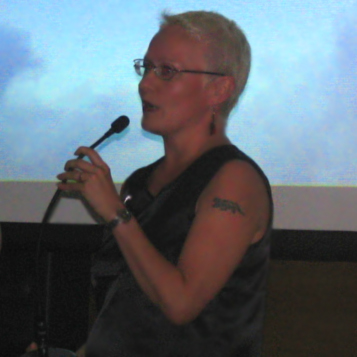
Johanna Sinisalo.

Aila Johanna Sinisalo (Sodankylä, 22 juni 1958) is een Finse schrijfster. Ze studeerde onder andere literatuur- en theaterwetenschappen aan de Universiteit van Tampere. Na haar studie was ze 15 jaar werkzaam in de reclamewereld voordat ze zich in 1997 volledig aan het schrijverschap wijdde.
Sinisalo beleefde haar doorbraak met haar debuutroman Ennen päivänlaskua ei voi (Niet voor zonsopgang), die bekroond werd met de Finlandiaprijs in 2000. Het boek is in meerdere talen vertaald zoals het Engels, Frans, Japans, Lets, Tsjechisch en Zweeds. Ze kreeg eveneens de James Tiptree Jr. -prijs in 2004, een prijs voor sciencefiction en fantasy-literatuur. Van Sinisalo zijn er meer dan 40 korte verhalen in verschillende publicaties verschenen. Ook heeft ze strips en scenario's voor radio en televisie geschreven.
Sinisalo heeft zeven keer een Atorox-beeldje gekregen voor het beste Finse scifi- of fantasyverhaal van het jaar.

### Romans
- Ennen päivänlaskua ei voi, (Tammi, 2000)
- Sankarit, (Tammi 2003)
- Lasisilmä, (Teos 2006)
- Linnunaivot, (Teos 2008)

### Verhalenbundels
- Kädettömät kuninkaat ja muita häiritseviä tarinoita, (Teos 2005),

- Bibsys: 71401
- Bibliothèque nationale de France: cb144684987 (data)
- Catàleg d'autoritats de noms i títols de Catalunya: 981058509172806706
- Gemeinsame Normdatei: 130414417
- International Standard Name Identifier: 0000 0001 2137 7825
- Library of Congress Control Number: no2001054578
- Nationale Bibliotheek van Letland: 000254587
- MusicBrainz: ebb98ace-5d34-4cdf-919d-dda3a3a2b60c
- Bibliotheek van het Japanse parlement: 00893971
- Nationale Bibliotheek van Tsjechië: jo2003170284
- Nederlandse Thesaurus van Auteursnamen: 352079762
- LIBRIS: 232608
- Système universitaire de documentation: 086948598
- Virtual International Authority File: 67573189
- WorldCat: E39PBJvXmmGgkd9Cc9976WWhpP